# Nitosaure (cinodont)
Els nitosaures (Nythosaurus) són un gènere extint de cinodonts que visqueren durant el Triàsic mitjà en allò que avui en dia és el sud d'Àfrica. Se n'han trobat restes fòssils a la província sud-africana del Cap Oriental. Durant molt de temps fou considerat un gènere monotípic limitat a l'espècie N. browni, puix que N. larvatus havia estat sinonimitzat amb Thrinaxodon liorhinus. Tanmateix, un estudi del 2023 restaurà N. larvatus com a espècie a part, basant-se en una examinació del crani mitjançant microtomografia computada que permeté estudiar-ne el paladar i el neurocrani per primera vegada. El nom genèric Nythosaurus significa 'llangardaix obscur' en llatí.